# Starodub na Kliazme

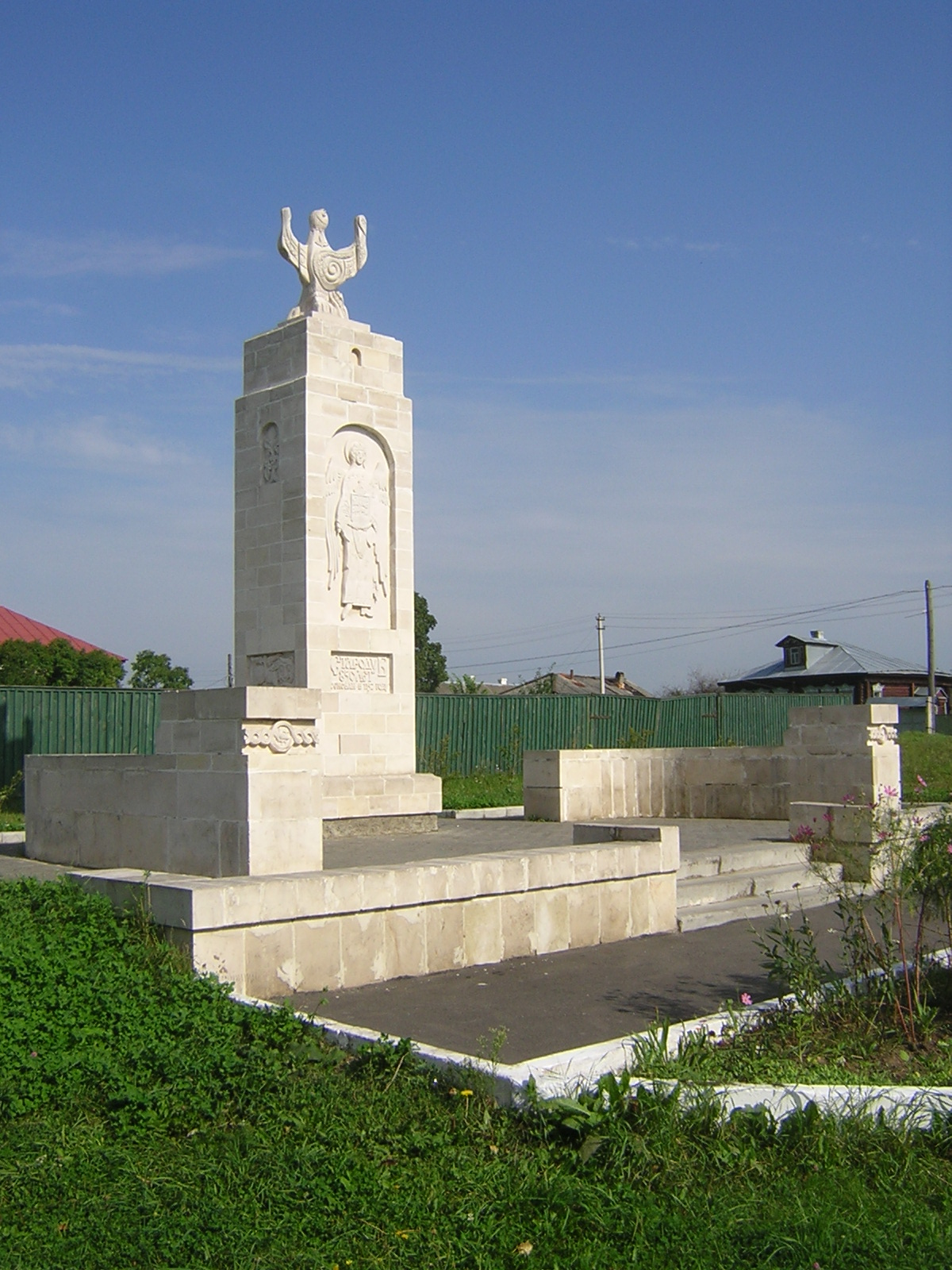
Estatua en Kliazminski Gorodok.

Starodub-na-Kliazme (del ruso: Староду́б-на-Кля́зьме), Starodub del Kliazma fue un centro urbano del Zalesie ruso que tuvo una notable importancia entre los siglos XII y XIV. Como muchas ciudades de los alrededores fue llamado con el mismo nombre de la ciudad meridional de la que privenían los inmigrantes que la habían fundado, en este caso, Starodub, en Severia. El pueblo está situado en las orillas del río Kliazma, a unos doce kilómetros de la actual Kovrov. En el emplazamiento de la antigua ciudad se encuentra hoy día el pueblo de Kliazminski Gorodok.
Durante la invasión mongola de Rusia el menor de los hijos de Vsévolod III de Vladímir, Iván, hizo de Starodub la capital de un principado (1238). Sus descendientes gobernaron el más pequeño de los principados rusos por más de un siglo, buscando desesperadamente cómo defenderse de los ataques de sus potentes vecinos, Moscovia y Nizhni Nóvgorod. Su efímero poder terminó en los años sesenta del siglo XIV, cuando la localidad fue anexionada a Moscovia por Dmitri Donskói. Desde entonces, las familias más importantes de Starodub, como las familias Gagarin, Jilkoff, Romodanovski y Pozharski, se trasladaron a Moscú, jugando sus descendientes un importante papel en la política rusa.
Durante el Período Tumultuoso, el pueblo fue completamente destruido por el szlachta comandante de la Lisowczycy Aleksander Lisowski, que asaltó el área en marzo de 1609. Algunos historiadores afirman que los restos del príncipe Dmitri Pozharski, que encabezó a Rusia en su salida de la crisis política, fueron sepultados en Starodub, en lo que eran los dominios de sus antepasados.